# Оэдик
Оэдик (фр. Hoëdic, брет. Edig) — остров у побережья французской Бретани.
Расположен у южного побережья Бретани в 13 км к востоку от острова Бель-Иль.
Постоянное население — 94 жителей (2019). В летний период население увеличивается за счёт отдыхающих.
Площадь — 2,08 км². Максимальная высота — 22 м. Остров 800 м в ширину и около 2500 м в длину.